# Пјана Романа (Беневенто)
Пјана Романа је насеље у Италији у округу Беневенто, региону Кампанија.
Према процени из 2011. у насељу је живело 36 становника. Насеље се налази на надморској висини од 444 м.